# Monte Bolca

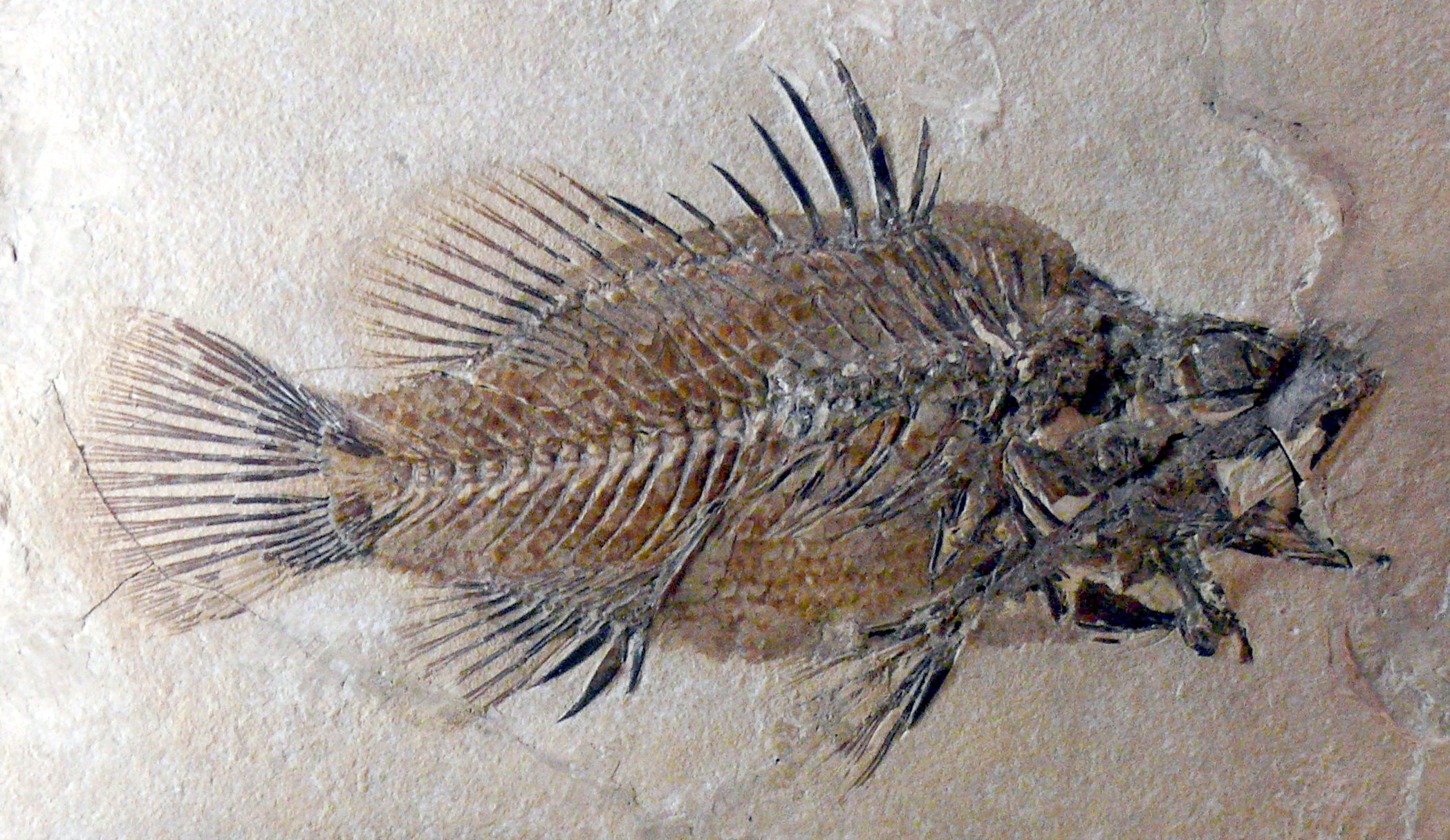
Eolates gracilis, ein ausgestorbener Vertreter der Riesenbarsche. Fossil aus dem Museum für Naturkunde Berlin

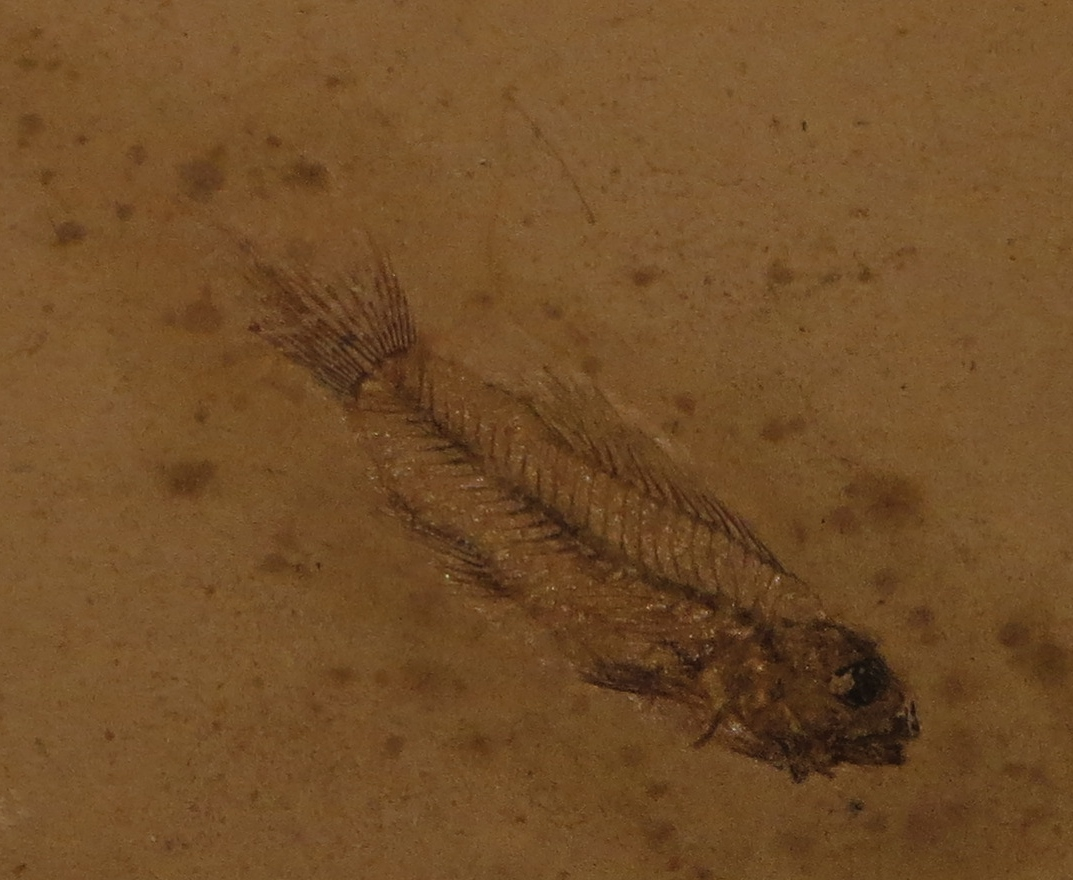
Tortonesia exilis

Monte Bolca ist eine bedeutende Fossillagerstätte des Eozän in der Nähe der italienischen Stadt Verona. 
Monte Bolca liegt unweit des Dorfes Bolca und wird aufgrund der zahlreichen Fischfossilien auch Pescaria („Fischschüssel“) genannt. Im weiteren Sinne werden auch die in der Nähe gelegenen Fundstätten unter der Bezeichnung Monte Bolca gefasst. 
Die Gegend um Monte Bolca wurde während der Auffaltung der Alpen zweimal vom Meeresboden hochgehoben, einmal vor 30 bis 50 Millionen Jahren, ein weiteres Mal vor 24 Millionen Jahren. Die Fundstätte besteht aus einer 19 Meter mächtigen fossilreichen Kalksteinschicht. In einzelnen Horizonten finden sich besonders gut erhaltene Fossilien. Hier sind nicht nur die inneren Organe erkennbar, mitunter lässt sich sogar die Färbung der Haut bestimmen. 
Als Fossilfundstätte ist Monte Bolca seit dem 16. Jahrhundert bekannt und wurde seit dem 19. Jahrhundert zum Objekt intensiver wissenschaftlicher Studien. Louis Agassiz (1807–1873) war einer der Wissenschaftler, die sich intensiv mit Monte Bolca beschäftigten. Giovanni Serafino Volta veröffentlichte schon 1796 ein Buch über die dort gefundenen Fischfossilien. 